# Эрбе
Эрбе (итал. Erbé) — коммуна в Италии, располагается в провинции Верона области Венеция.
Население составляет 1 888 человек (31-7-2017), плотность населения составляет 117,27 чел./км². Занимает площадь 16 км². Почтовый индекс — 37060. Телефонный код — 045.
Покровителем коммуны почитается святой Иоанн Креститель, празднование 24 июня.

## Демография
Динамика населения:

## Администрация коммуны
- Официальный сайт: http://www.comune.erbe.vr.it/ Архивная копия от 6 апреля 2009 на Wayback Machine

## Примечание
1. ↑  Statistiche demografiche ISTAT. demo.istat.it. Дата обращения: 15 декабря 2019. Архивировано из оригинала 16 июля 2018 года.